# Marc Pierre de Voyer de Paulmy d'Argenson
Pour les articles homonymes, voir Pierre de Voyer d'Argenson (homonymie).

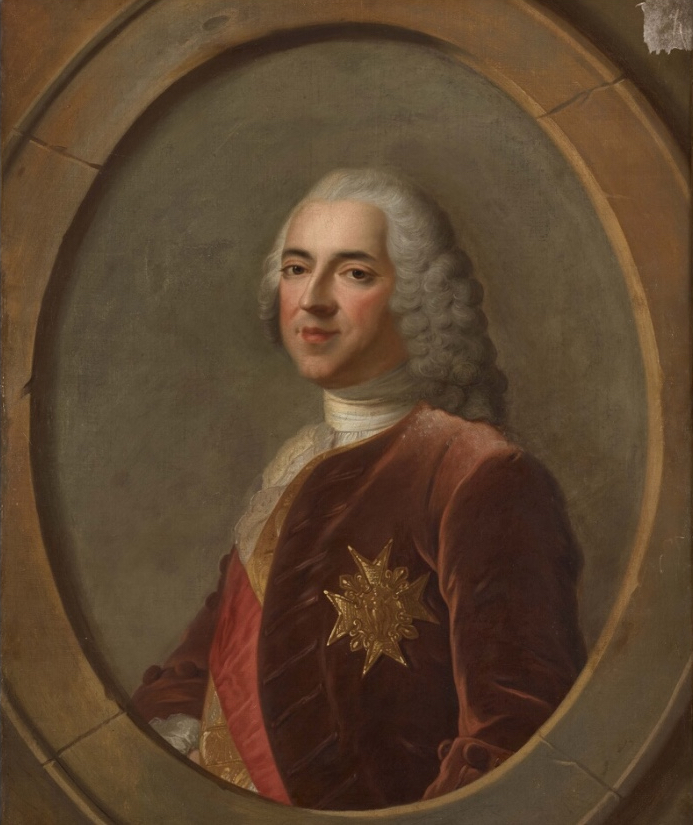
Portrait de Marc Pierre de Voyer de Paulmy d'Argenson.

Marc-Pierre de Voyer de Paulmy, comte d'Argenson, est un homme d'État français né à Paris le 16 août 1696 et mort dans la même ville le 26 août 1764.
Il fut lieutenant général de police (1720, puis 1722-1724), à la suite de son père Marc-René de Voyer de Paulmy d'Argenson (1652-1721), chancelier du duc d'Orléans de 1723 à 1740, puis ministre d'État (1742) et secrétaire d'État de la Guerre de Louis XV de janvier 1743 à février 1757.

## Biographie
Il est le fils cadet de Marc René, 1er marquis d'Argenson et de Marguerite Le Fèvre de Caumartin, le frère de René Louis, 2e marquis d'Argenson, il est avocat du Roi au Châtelet de Paris (1717), conseiller au Parlement de Paris puis maître des requêtes (1719).
D'abord simple « jouet » de son père, il fait un bref passage à la lieutenance générale de police en janvier-juin 1720, puis il est nommé intendant de Touraine (1721). Il redevient ensuite lieutenant général de police (1722-1724) et, gage de la confiance du Régent, chancelier du duc d'Orléans (1723).
La mort de son protecteur la même année arrête son ascension pour une quinzaine d'années. conseiller d'État (nommé le 28 janvier 1724), d'Argenson entre alors dans les commissions du Conseil où il participe à la rédaction des ordonnances civiles du chancelier d'Aguesseau.
Comme chancelier du duc d'Orléans, il s'efforce de rétablir les finances de la maison d'Orléans. Selon son frère, il donna à la chancellerie d'Orléans « tout le brillant et l'importance d'un ministère ».
Lié au roi Stanislas dès cette époque, il entre dans le cercle de la reine Marie Leszczyńska, aux côtés de son meilleur ami, le président Hénault, et, quoique peu religieux lui-même, s'appuie sur les dévots pour reprendre pied en politique. La désunion avec son épouse est datée de 1728.
La disgrâce de Germain Louis Chauvelin, en 1737, le ramène aux affaires. Le cardinal de Fleury le nomme directeur de la Librairie, puis président du Grand Conseil (1738-1740), et intendant de Paris (1741). Il renonce à la chancellerie d'Orléans (1740).
Le 26 août 1742, il est nommé ministre d'État et appelé au Conseil comme adjoint au cardinal de Tencin. Il est nommé secrétaire d'État de la Guerre le 7 janvier 1743, au décès du marquis de Breteuil. En 1744, il est nommé surintendant des postes et relais de France, et devient responsable de la censure.
Il soutient les réformes engagées dans l'armée par le maréchal de Saxe, en particulier dans l'artillerie, qui contribuent aux succès de 1744 et 1745.
Sa faveur est alors à son zénith : il obtient les « grandes entrées » au moment même où son frère, le marquis d'Argenson, est disgracié.
La paix d'Aix-la-Chapelle de 1748 n'arrête pas son ambition réformatrice : réunion du corps des fortifications (1743) puis de l'artillerie (1755) au département de la guerre, institution des grenadiers royaux (1744), réforme des hôpitaux militaires (1746-1747), création de l'école royale du génie de Mézières (1749-1750), édit sur la noblesse militaire (1750), nouveaux exercices à la prussienne (1750-1755), édit de création de l'École militaire, sur une idée de Joseph Paris Duverney (1751), institution des camps militaires (1753-1755), réforme du Dépôt de la Guerre (1756). C'est lui qui se porte acquéreur au nom de l'État des terrains qui vont former le Champ-de-Mars.
En 1749, au renvoi de Maurepas, il se voit confier en outre le département de Paris. Il fait dresser les plans des Champs-Élysées et de la place Louis XV.
C'est en 1750 qu'il vit maritalement avec Élisabeth Charlotte Huguet de Sémonville veuve du comte Charles-Jean d'Estrades (+ 1743).
En 1751, il reçoit la grand-croix de l'ordre royal et militaire de Saint-Louis.
D'abord ami de Madame de Pompadour, il est ensuite en butte à l’hostilité de celle-ci, sans doute en raison de sa proximité avec le parti de la Reine et de son opposition à l'alliance autrichienne. Il mène également une lutte sourde contre son rival, Jean-Baptiste de Machault d'Arnouville. Il est en définitive exilé dans son château des Ormes en février 1757 et remplacé par son neveu, le marquis de Paulmy. Il ne peut revenir à Paris qu'en juin 1764, trois mois après la mort de sa puissante ennemie, pour mourir à son tour deux mois plus tard. Il est inhumé à l'église Saint-Nicolas-du-Chardonnet à Paris.
Protecteur des Philosophes comme directeur de la Librairie, il se vit dédier par Denis Diderot et Jean le Rond d'Alembert l’Encyclopédie ou Dictionnaire raisonné des sciences, des arts et des métiers. Ami de Voltaire, il lui procura des matériaux pour son ouvrage Le Siècle de Louis XIV : « Cet ouvrage vous appartient, lui écrivit le philosophe ; il s'est fait en grande partie dans vos bureaux et par vos ordres. »
Il fut nommé membre honoraire de l'Académie des sciences en 1726 et de l'Académie des inscriptions et belles-lettres en 1748.

### Mariage et descendance
Le 24 mai 1719, il épouse Anne Larcher (1706-1764), issue d'une riche famille de parlementaires parisiens.
Ils ont deux fils, dont l'aîné est Marc René (1722-1782), marquis de Voyer puis comte d'Argenson.

## Propriétés
- En 1729, il acheta aux frères Pussort le  château des Ormes aux Ormes. Il fit construire l'aile sud du château, aujourd'hui dite « aile d'Argenson » qui fait face à l'« aile Pussort », située au nord.
- En 1741, il fit également l'acquisition du château de Neuilly, datant du milieu du XVIIe siècle, qu'il fait rebâtir en 1751 sur les plans de l'architecte Jean-Sylvain Cartaud.
- Une « table mécanique » de l'ébéniste Jean-François Œben (vers 1760-1761), dont la marqueterie du plateau représente l'École militaire de Paris – projet soutenu par Mme de Pompadour, inaugurée en 1760 – et un lion, emblème héraldique de la famille d'Argenson[6], a pu avoir été commandée par le comte, secrétaire d'État de la Guerre. Acquis par le collectionneur Calouste Gulbenkian, ce meuble, conservé à la fondation éponyme à Lisbonne, fut exposé à Versailles en 2001.
- Son portrait[7], peint vers 1732 par Hyacinthe Rigaud, est vendu à l'hôtel Drouot par l'étude Daguerre le 28 mars 2023[8] et vendu à nouveau par la même étude Daguerre le 22 mars 2024[9]. Son autre portrait, peint vers 1750 par Jean-Marc Nattier, qui peignit aussi celui de son épouse, est vendu à la même vente[10].